# Округ Том Грин (Тексас)
Округ Том Грин (енгл. Tom Green County) је округ у америчкој савезној држави Тексас. По попису из 2010. године број становника је 110.224.

## Демографија
Према попису становништва из 2010. у округу је живело 110.224 становника, што је 6.214 (6,0%) становника више него 2000. године.
| Група             | 2000.          | 2010.          |
| Белци             | 65.508 (63,0%) | 63.799 (57,9%) |
| Афроамериканци    | 4.298 (4,1%)   | 4.445 (4,0%)   |
| Азијати           | 893 (0,9%)     | 1.118 (1,0%)   |
| Хиспаноамериканци | 31.946 (30,7%) | 39.315 (35,7%) |
| Укупно            | 104.010        | 110.224        |